# Lago Saburó
Lago Saburó är en sjö i Spanien.   Den ligger i provinsen Província de Lleida och regionen Katalonien, i den nordöstra delen av landet, 500 km nordost om huvudstaden Madrid. Lago Saburó ligger 2 478 meter över havet. Trakten runt Lago Saburó består i huvudsak av gräsmarker.